# Eozoikum
Eozoikum (von griechisch: Eos, Ēōs = „Morgenröte“ und zôon = „Lebewesen“) ist ein veralteter Begriff für das Proterozoikum – 2.500 bis 542 mya, den Abschnitt der Erdgeschichte, in dem das Leben entstand.
Der geologische Zeitabschnitt vor dem Eozoikum wurde Azoikum – 4.000 bis 2.500 mya genannt. Darunter verstand man die früheste Phase der Erdentwicklung, in der es sicher noch kein Leben gab. Die Grenze zwischen Azoikum und Eozoikum (2.500 mya) war, ebenso wie die zum Hadaikum (4.000 mya) wegen der geringen Anzahl von fossilen Funden umstritten.
Der Abschluss des Eozoikums wurde jedenfalls nach oben hin mit dem Beginn des Kambriums, also vor 542 Millionen Jahren festgelegt, weil seit dem Beginn der „kambrischen Explosion“ Fossilien der meisten heute bekannten Tierstämme erhalten sind. Es konnte also angenommen werden, dass die Entstehung des Lebens mit Beginn des Kambriums im Wesentlichen abgeschlossen war.
Neuere Funde und Bestimmungsmethoden für die ältesten geologischen Schichten haben zu einer anderen Einteilung des Präkambriums, also des Zeitabschnitts von der Entstehung der Erde bis zum Kambrium, geführt. Dieser Zeitraum wird nun in drei Äonen untergliedert:
- Proterozoikum 2.500 – 542 Millionen Jahre
- Archaikum 4.000 – 2.500 Millionen Jahre
- Hadaikum von der Bildung der festen Erdkruste bis vor 4.000 Millionen Jahren

Das jüngste Äon, das mit dem Kambrium vor 542 Millionen Jahren beginnt und bis in unsere Tage reicht, wird Phanerozoikum genannt. Es beginnt mit dem Zeitalter des Paläozoikums (Erdaltertum), das auch das Kambrium beinhaltet. Darauf folgen die Erdzeitalter Mesozoikum (Erdmittelalter) und Känozoikum (Erdneuzeit).